# 藤原定季
藤原 定季（ふじわら の さだすえ）は、平安時代後期から鎌倉時代前期にかけての公卿。藤原北家道綱流、権大納言・藤原定能の次男。官位は正三位・非参議。

## 経歴
安元3年（1177年）従五位下に叙爵。文治2年12月（1187年1月）従五位上に進み、文治3年（1187年）右衛門権佐に任ぜられる。
文治5年（1189年）正五位下、建久3年（1192年）従四位下に叙せられる。建久5年12月（1195年2月）、名を資能から定季に改める。建久7年（1196年）従四位上、建仁2年（1202年）正四位下に昇叙し、承元元年（1207年）従三位に叙せられて公卿に列した。承元元年12月（1220年1月）正三位に進むが、天福2年（1234年）10月16日、散位のまま薨去。享年62。

## 人物
父・定能から篳篥を受け継いだ。正治元年（1199年）11月の上皇御幸、正治2年（1200年）11月の上皇御幸、承元2年（1208年）8月2日、8日の御遊等で篳篥の演奏が確認できる。

## 官歴
※以下、『公卿補任』の記載に従う。
- 安元3年（1177年）正月29日：従五位下（氏爵未給）。
- 文治2年12月17日（1187年1月28日）：従五位上（院嘉応元年未給）。
- 文治3年（1187年）正月23日：右衛門権佐。
- 文治5年（1189年）正月28日：正五位下。
- 建久3年（1192年）正月5日：従四位下。
- 建久5年12月24日（1195年2月5日）：資能を改め定季とす。
- 建久7年（1196年）11月5日：従四位上（父八幡賀茂行幸賞譲）。
- 建仁2年（1202年）11月19日：正四位下（殷富門院御給）。
- 承元元年（1207年）11月29日：従三位（信清卿造最勝寺四天王院賞譲）。
- 承久元年12月13日（1220年1月20日）：正三位。

## 系譜
- 父：藤原定能
- 母：源通家の娘
- 妻：不詳
- 生母不明の子女
  - 男子：藤原定宗
  - 男子：藤原盛季（1226-?）
  - 女子：藤原恩子（?-?） - 九条教実室。忠家母。
- - 養子：藤原親季（1201-?） - 実は藤原家綱の子。